# Partido Liberal Democrata da Rússia
O  LDPR — Partido Liberal Democrata da Rússia (em russo:  ЛДПР — Либерально-демократическая партия России), é um partido político da Rússia, sendo, um dos maiores partidos do país.
Opondo-se ao comunismo e ao capitalismo neoliberal na década de 1990, o partido obteve um grande sucesso nas eleições na Duma de 1993, recebendo vários votos. Nas eleições de 2011, aumentaram sua percentagem para 11,4%, nas eleições de 2016, o partido recebeu 13,14% dos votos, dando a ele 39 dos 450 assentos na Duma.
O partido foi fundado em 1989, ainda na antiga URSS, com o nome de Partido Liberal Democrata da União Soviética, e, segundo alguns analistas, foi fundado com o objectivo de dar ilusão da existência de uma certa oposição ao Partido Comunista da União Soviética.
Desde da sua fundação, o LDPR é liderado por Vladimir Jirnóvski, e, apesar do seu nome, o partido nem é liberal nem é democrático, seguindo uma linha estatista dentro de uma ideologia autoritária ultranacionalista, defendendo a restauração do Império Russo. Além de mais, o partido é abertamente crítico do capitalismo, seguindo uma linha próxima da esquerda na questão económica, ao defender controlo de preços, nacionalização de certos sectores da economia e a redistribuição das terras e da riqueza. Por fim, o LDPR é conhecido pela sua retórica antiamericana e ultranacionalista Sua ideologia baseia-se principalmente nas ideias de Jirinóvski de "reconquista imperial" (um "renovado Império Russo") e em uma visão autoritária de uma "Rússia Maior". Por fim, o LDPR é conhecido pela sua retórica antiamericana, apesar de defender que os bolcheviques afastaram a Rússia da Europa, sendo assim criminosos. Uma das propostas do partido é que Volgogrado passe a se chamar Stalingrado, deste modo assegurando a memória desta cidade perante o bloqueio alemão-nazi, para "honrar a batalha da Segunda Guerra Mundial na cidade, e não Joseph Stalin".

## Resultados Eleitorais

### Eleições presidenciais
| Data | Candidato apoiado   | 1ª Volta | 1ª Volta  | 1ª Volta     | 2ª Volta | 2ª Volta | 2ª Volta |
| Data | Candidato apoiado   | CI.      | Votos     | %            | CI.      | Votos    | %        |
| ---- | ------------------- | -------- | --------- | ------------ | -------- | -------- | -------- |
| 1991 | Vladímir Jirinóvski | 3.º      | 6 211 007 | 7,81 / 100,0 |          |          |          |
| 1996 | Vladímir Jirinóvski | 5.º      | 4 311 479 | 5,7 / 100,0  |          |          |          |
| 2000 | Vladímir Jirinóvski | 5.º      | 2 026 509 | 2,7 / 100,0  |          |          |          |
| 2004 | Oleg Malyshkin      | 5.º      | 1 405 326 | 2,02 / 100,0 |          |          |          |
| 2008 | Vladímir Jirinóvski | 3.º      | 6 988 510 | 9,35 / 100,0 |          |          |          |
| 2012 | Vladímir Jirinóvski | 4.º      | 4 448 959 | 6,22 / 100,0 |          |          |          |
| 2018 | Vladímir Jirinóvski | 3.º      | 4 155 168 | 5,65 / 100,0 |          |          |          |

### Eleições legislativas
| Data | M.Uninominal | M.Uninominal | M.Uninominal | M.Uninominal | M. Proporcional | M. Proporcional | M. Proporcional | M. Proporcional | Deputados | +/- | Status   |
| Data | CI.          | Votos        | %            | +/-          | CI.             | Votos           | %               | +/-             | Deputados | +/- | Status   |
| ---- | ------------ | ------------ | ------------ | ------------ | --------------- | --------------- | --------------- | --------------- | --------- | --- | -------- |
| 1993 | 5.º          | 1 577 400    | 3,0 / 100,0  |              | 1.º             | 12 318 562      | 22,9 / 100,0    |                 | 70 / 450  |     | Oposição |
| 1995 | 4.º          | 3 801 971    | 5,6 / 100,0  | 2,6          | 2.º             | 7 737 431       | 11,2 / 100,0    | 11,7            | 51 / 450  | 19  | Oposição |
| 1999 | 7.º          | 1 026 690    | 1,6 / 100,0  | 4,0          | 5.º             | 3 990 038       | 6,0 / 100,0     | 5,2             | 17 / 450  | 34  | Oposição |
| 2003 | 4.º          | 1 860 905    | 3,2 / 100,0  | 1,6          | 3.º             | 6 944 322       | 11,5 / 100,0    | 5,5             | 36 / 450  | 19  | Oposição |
| 2007 |              |              |              |              | 3.º             | 5 660 823       | 8,1 / 100,0     | 3,4             | 40 / 450  | 4   | Oposição |
| 2011 | 4.º          | 7 664 570    | 11,7 / 100,0 | 3,6          | 56 / 450        | 16              | Oposição        |                 |           |     |          |
| 2016 | 3.º          | 5 064 794    | 10,1 / 100,0 |              | 3.º             | 6 917 063       | 13,1 / 100,0    | 1,4             | 39 / 450  | 17  | Oposição |